# Estação Maria Tereza
A Estação Maria Tereza foi uma estação do BRT do Rio de Janeiro, destinada a atender o TransOeste, localizada no bairro de Campo Grande, no município do Rio de Janeiro. Sua construção tinha por objetivo inicial dar passagem a um corredor do BRT que iria diretamente de Campo Grande à Barra da Tijuca. Entretanto nunca foi utilizada desde a conclusão de suas obras, em 2012. Foi desmontada em março de 2018 por ordem da prefeitura, então assumida pelo prefeito Marcelo Crivella.

## Localização
A Estação Maria Tereza se localizava no canteiro central da Estrada do Monteiro, próximo a esquina com a avenida Cesário de Melo. Dentre os estabelecimentos localizados nas proximidades da estação estão a casa de shows West Show, uma agência comercial da Light, o hipermercado Extra e o Plaza Office.

## História
Os projetos iniciais do BRT TransOeste previam um trecho a ser construído entre Campo Grande e a Avenida Dom João VI, através das já existentes estradas do Monteiro e do Mato Alto. Em 2012, a estrada do Mato Alto, em Guaratiba, foi duplicada  e, segundo o então prefeito do Rio de Janeiro, Eduardo Paes, receberia o trecho do BRT TransOeste que faria a ligação direta entre Campo Grande e a região da Barra da Tijuca.
No início de 2014, após uma série de problemas envolvendo a construção do corredor, o BRT TransOeste chegou a Campo Grande e, dentre as infraestruturas construídas, estava a estação Maria Tereza, destinada exclusivamente ao serviço Campo Grande / Barra da Tijuca. Em março daquele ano o serviço do BRT TransOeste entre Campo Grande e Santa Cruz, via Avenida Cesário de Melo, foi inaugurado. A partir deste momento, todas as estações do BRT em Campo Grande, exceto a Maria Tereza, já estavam em operação.

Protesto simula inauguração da estação Maria Tereza, em agosto de 2014.

Em agosto de 2014 foi feita demanda popular pedindo a inauguração da estação. No fim do mesmo mês, uma abertura simbólica foi promovida com o objetivo de mobilizar a opinião pública para o problema. A resposta da administração municipal naquele momento foi que a prioridade era a conclusão do BRT TransCarioca.
Em outubro, após reportagem exibida pela Rede Globo, a Prefeitura do Rio de Janeiro afirmou que era necessária a construção de um corredor exclusivo para que a estação pudesse ser inaugurada, e que tal obra não seria feita antes de 2016. Contudo, desde sua inauguração em 2012, o BRT TransOeste opera em trechos de Santa Cruz em faixa compartilhada com automóveis, como na Rua Felipe Cardoso e na Estrada da Pedra.

Jornal La Croix, de 24 de julho de 2015, com reportagem sobre a demanda pela abertura da estação Maria Tereza.

Em 2015, novas reportagens foram feitas, inclusive pela imprensa internacional, sem que houvesse nenhum avanço na inauguração da estação. No mesmo ano, surgiu hipótese na Prefeitura do Rio para que a estação fosse desmontada e retirada do local onde hoje se encontra.

## Acessos
Existia apenas um acesso a estação, localizado na interseção da Estrada do Monteiro com a Avenida Cesário de Melo.

## Serviços existentes e horário de funcionamento
Desde a conclusão da estação, primeiro trimestre de 2012, nunca houve serviço de ônibus na mesma. Deste modo ela encontro-se até ser desmontada em 2018.